# Turismo Producción Chile
El Turismo Producción Chile, o desde 2016, TP Race, Total TP Race by Dunlop por motivos comerciales desde 2016 a 2018 o Super Turismo 1600 c.c. en 2022, es una categoría de automovilismo disputada en autódromos en Chile desde el año 2014. Tiene como principal característica, que solo participan autos del segmento B con una cilindrada de hasta 1600 c.c.

## Historia
La categoría es creada el año 2014 cuando Santiago Prieto creara en 2011 la Monomarca MINI Cooper y a la cual se integraron los Citroën DS3 el año 2013. Para unificar ambas marcas y modelos, crean el "Turismo Produccion", Acordando desarrollar una categoría en donde nadie quedara excluido, usando autos con motores de 1.600 cc de 16 válvulas como principal objetivo. Debido también a que las Monomarcas Nissan Tiída Sport y Nissan March, categorías que se corrieron desde 2007 a 2011 y en 2012 respectivamente, no tenían campeonato donde presentarse, se unen al proyecto y ya con tres marcas y cuatro modelos distintos, crean lo que sería posteriormente llamada "Turismo Produccion", que se presentó por primera vez en las competencias organizadas por el Club de Autos Sport de Vitacura el 12 de abril de 2014, con triunfo para Tomas Olguin a bordo de un Nissan March. En 2015 organizan su propio campeonato completamente en el Autódromo Internacional de Codegua y desde 2016, es organizado por De María Producciones, productora del exjugador de rugby y piloto de lanchas, Pablo De María, quien es partícipe de la llegada de auspiciadores al campeonato, que es renombrado TP Race o Total TP Race by Dunlop. Desde la temporada 2022, es parte del campeonato Racing Chile.

## Objetivo del campeonato y tipo de autos
La idea de este campeonato, es que la gente se identifique en competencia con los autos que comúnmente se ven en la calle y que son de uso diario, las principales características que deben tener son: La carrocería debe ser de tipo hatchback o sedán sin realizarle modificación alguna, no importando si son de 2 o 4 plazas, los motores son totalmente estándar con una cilindrada máxima de 1600 c.c., solo es permitido realizar modificación a la suspensión, para que quede a una altura determinada, el año límite de fabricación deben ser desde 2012 a la actualidad. Desde 2022 con la llegada del Super Turismo 1600, el límite de fabricación es desde 2001 a la actualidad. Las marcas y modelos que participan actualmente son los siguientes:
- Citroën DS3
- BMW-Mini Cooper
- Nissan March
- Peugeot 208
- Suzuki Swift
- Ford Fiesta
- Dongfeng AX4
- Renault Clio
- Toyota Corolla
- Nissan Tiida Sport
- Mazda 3
- Volkswagen Gol

## Reglamento deportivo
Las principales características de este campeonato, es que las fechas se disputan en dos series, obteniendo puntaje en la primera, los seis primeros lugares (10, 6, 4, 3, 2 y 1 punto respectivamente). El ganador de la pole position recibe un punto extra y en la carrera final, puntean los 15 primeros lugares (25, 21, 18, 16, 14, 12, 10, 8, 7, 6, 5, 4, 3, 2, y 1 punto respectivamente). Los cuatro primeros de la fecha en curso, obtienen un lastre de 40, 30, 20 y 10 kilos respectivamente para la fecha siguiente, en el cual, puede acumular un máximo de 80 kilos distribuidos en la parte trasera donde va la rueda de repuesto o donde estaba el asiento del copiloto. El piloto podrá descargar el lastre para la siguiente fecha dependiendo de la posición de llegada en la fecha en curso: 10 kilos el sexto, 20 kilos el séptimo, 30 kilos el octavo y 40 kilos desde el noveno en adelante.

## Campeones

Víctor Márquez a bordo de un Mini Cooper, se proclamó campeón en las temporadas 2014 y 2015

| Año       | Piloto                                          | Auto                                            | Equipo                                                         |
| --------- | ----------------------------------------------- | ----------------------------------------------- | -------------------------------------------------------------- |
| 2014      | Víctor Márquez                                  | BMW-Mini Cooper                                 |                                                                |
| 2015      | Víctor Márquez                                  | BMW-Mini Cooper                                 |                                                                |
| 2016      | Patricio Naranjo                                | Peugeot 208                                     | Peugeot - NTd Racing - Forum Viajes - Imagex                   |
| 2017      | Patricio Naranjo                                | Peugeot 208                                     | Peugeot - Melhuish Racing - NTd Racing - Imagex                |
| 2018      | Andrés Naranjo                                  | Peugeot 208                                     | Peugeot - Tanner Servicios Financieros - Imagex - Viajes Forum |
| 2019      | Andrés Naranjo                                  | Peugeot 208                                     | Kleverone - Avery - NTD                                        |
| 2020-2021 | No hubo campeonato por la pandemia del COVID-19 | No hubo campeonato por la pandemia del COVID-19 | No hubo campeonato por la pandemia del COVID-19                |
| 2022      | Cristian Carrasco                               | Nissan March                                    | Pro Diesel - Clínica del Escape - Repsol                       |

## Campeonato de escuderías
| Año  | Equipo                                   | Auto(s)                     | Pilotos                                               |
| ---- | ---------------------------------------- | --------------------------- | ----------------------------------------------------- |
| 2015 | OMP - Imagex                             | Nissan Tiida - March        | Maurizio Bustos - Andrés Naranjo                      |
| 2016 | Peugeot - Viajes Forum                   | Peugeot 208                 | Patricio Naranjo - Andrés Naranjo - Francisco Larraín |
| 2017 | Melhuish Racing                          | Peugeot 208-BMW-Mini Cooper | Patricio Naranjo - Andrés Naranjo - Fernando Melhuish |
| 2018 | Tanner - Viajes Forum - Imagex           | Peugeot 208                 | Andrés Naranjo - Francisco Larraín                    |
| 2019 | KleverOne - Avery - Ntd                  | Peugeot 208                 | Patricio Naranjo - Andrés Naranjo - Francisco Larraín |
| 2022 | Pro Diesel - Clínica del Escape - Repsol | Nissan March                | Cristian Carrasco - Catalina Carrasco                 |

## Circuitos en que se ha presentado
| Ciudad      | Circuito                           |
| ----------- | ---------------------------------- |
| La Serena   | Autodromo Juvenal Jeraldo          |
| San Antonio | Autódromo Pacífico Sport           |
| Codegua     | Autódromo Internacional de Codegua |
| Temuco      | Autodromo Interlomas               |
| Santiago    | Autódromo Las Vizcachas            |